# 1715 в Україні

## Події
- у Львові на Клепарові починає діяти перше промислове броварне підприємство[1]

## Особи

### Народились
- Гедеон (Сломінський) (1715—1772) — український релігійний діяч доби Гетьманщини, архімандрит Межигірського монастиря, ректор Московської духовної академії.

### Померли
- 27 травня Варлаам (Шептицький) (1668—1715) — єпископ Української Греко-Католицької Церкви; з 21 червня 1710 року єпископ Галицький.
- 28 серпня Захарія (Корнилович) (1663—1715) — український церковний діяч, єпископ Відомства православного сповідання Російської імперії (ВПСРІ), єпископ Переяславський і Бориспільський. Заснував Онуфріївський Даниловський Липовий скит на Правобережній Україні.
- Ніс Іван Яремович (? — 1715) — прилуцький городовий отаман (1671—1672), прилуцький полковий обозний (1677), осавул (1685—1692), суддя (1695—1703), знову обозний (1706—1708), полковник прилуцький (1708—1714), генеральний суддя (1714—1715).

## Засновані, зведені
- Аскольдова Могила
- Малий Микільський собор (Київ)
- Катерининська церква (Чернігів)
- Ганнусине
- Дучинці
- Знам'янка (Прилуцький район)